# Max Hopfengärtner
Max Hopfengärtner (* 25. Dezember 1842 in Nürnberg, Königreich Bayern; † 25. Oktober 1918 in Holoubkau, Königreich Böhmen) war ein österreichischer Montanindustrieller. Er war Gründer der Zbirower Eisenwerke.

## Leben
Maximilian Adam Hopfengärtner wurde in Nürnberg geboren. Nach Abschluss seiner montanistischen Studien war er bei der Eisenwerk-Gesellschaft Maximilianshütte in Haidhof als Hüttenmeister tätig. 1874 wechselte Hopfengärtner nach Böhmen in die Dienste des „Eisenbahnkönigs“ Bethel Henry Strousberg und übernahm die Leitung des Dobříver Eisenwalzwerkes und des Stahlwerkes Borek. Nach dem Zusammenbruch des Strousberg-Imperiums im Jahre 1875 blieb Hopfengärtner weiterhin in dem Unternehmen tätig und wurde zudem stiller Teilhaber des neuen Pächters Friedrich Merores. Bis 1880 hatte Hopfengärtner als Direktor die Gesamtleitung des Unternehmens inne. 1885 kaufte er die Reste des Unternehmens und nahm einen Teil der Eisenwerke, bestehend aus einer Gießerei mit Werkstätte für Werkzeugmaschinen in Holoubkau, einem Holzkohlenhochofen in Straschitz und dem Walz- und Hammerwerk in Dobřív mit den zugehörigen Bergwerken in Zaječov und an der Krušná hora unter dem neuen Namen Zbirower Maschinenfabrik und Betriebe wieder auf. Den Hochofenbetrieb in Straschitz ließ Hopfengärtner 1892 einstellen; ebenso den Abbau von Eisenerz. Im Jahre 1903 kaufte Hopfengärtner die stillgelegte Friedrichshütte in Rokytzan hinzu und errichtete auf dem Gelände ein Walzwerk und eine Maschinenfabrik. Zwischen 1904 und 1912 ließ Hopfengärtner im Tal des Padertbaches bei Rokytzan die Arbeiterkolonie Práchovna mit 24 Reihenhäusern anlegen. Im Jahre 1912 wandelte Max Hopfengärtner sein Familienunternehmen in die Aktiengesellschaft Zbirower Eisenwerke, vorm. Max Hopfengärtner mit Sitz in Holoubkau um und übernahm das Amt des Präsidenten der Gesellschaft. Das Unternehmen gehörte dem Österreichischen Eisenkartellverband an.

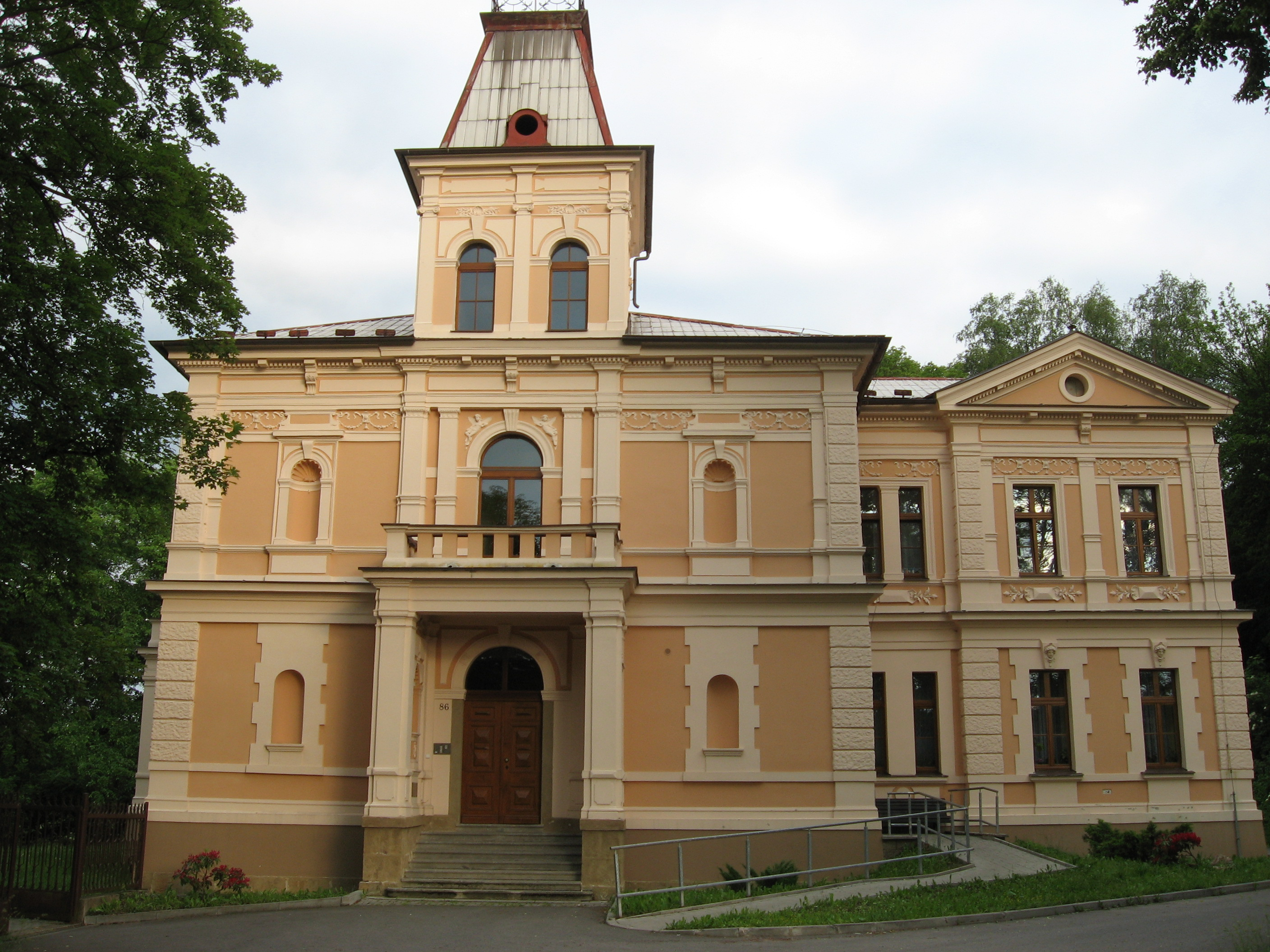
Villa Hopfengärtner in Holoubkov

Neben seiner unternehmerischen Tätigkeit war Hopfengärtner zudem Präsident der Eisen- und Emaillierwerke Bartelmus & Co., Vizepräsident der Ersten Pilsener Aktienbrauerei sowie Verwaltungsratsmitglied des Westböhmischen Bergbau-Aktienvereins in Wien.
Max Hopfengärtner war evangelischer Konfession (A.B.); im Presbyterium der Evangelischen Gemeinde Pilsen-Budweis übte er 1898 das Amt des Kurators aus.
Als Wohnsitz ließ sich Max Hopfengärtner 1890 in Holoubkau eine mit französischem Garten umgebene repräsentative Villa errichten. Hopfengärtner verstarb in der Nacht vom 24. zum 25. Oktober 1918 und wurde am Tag der Ausrufung der Tschechoslowakei beigesetzt. Die Leitung des Unternehmens übernahmen sein Sohn Adolf Hopfengärtner und der Schwiegersohn František Bartoš. In Folge der Wirtschaftskrise gerieten die Zbirower Eisenwerke, vorm. Max Hopfengärtner AG zu Beginn der 1920er Jahre zunehmend in Schwierigkeiten. In der zweiten Jahreshälfte 1922 musste die Produktion fast vollständig eingestellt werden und geriet später in Konkurs. Direktor Josef Čižinský und der Vertreter des Verwaltungsrates Otto Arnstein vereinbarten mit den übrigen Mitgliedern des tschechoslowakischen Eisenkartells (Bergbau- und Hüttengesellschaft Brünn, Prager Eisenhüttengesellschaft, Witkowitzer Berg- und Hüttengewerkschaft, Eisenwerke Rothau-Neudek) die endgültige Stilllegung der Produktion. 1928 wurden die Zbirower Eisenwerke, vorm. Max Hopfengärtner AG von der Böhmischen Union Bank übernommen. Das stillgelegte Eisenwalzwerk Rokycany wurde verschrottet und seine Quote an andere Mitglieder des Eisenkartells verkauft. Die Maschinenfabrik Rokycany produzierte zunächst weiter, wurde jedoch 1931 nach Holoubkov verlagert. Die Fabrikgebäude wurden danach als Lager an die Westböhmische Konsumgenossenschaft Pilsen vermietet.

## Villa Hopfengärtner
Die Villa Hopfengärtner in Holoubkov wurde lange Zeit aus Außenstelle des Staatlichen Bezirksarchivs Rokycany genutzt. Um 2000 räumte das Archiv das Gebäude. In den Jahren 2001–2002 und 2010–2011 erfolgte eine Generalrekonstruktion; seit dem Abschluss der Arbeiten wird die Villa als Pflegeheim genutzt.

## Ehrungen
- Offizierskreuz des Franz-Joseph-Ordens für seine Verdienste um die Entwicklung der Monarchie und Westböhmens
- Ehrenbürger von Dobřív
- Ehrenbürger von Strašice

## Familie
Hopfengärtner war mit Wilhelmine Hüttemann (1847–1929) aus Hinsel verheiratet. Aus der Ehe gingen acht Kinder hervor:
- Adolf (* 1871)
- Caroline (1874–1964), ⚭ mit Ferdinand Karl Scholz Edler von Rarancze (1856–1922), k.u.k. Generalmajor
- Kunigunde (* 1875), ⚭ mit Franz von Maczek
- Agnes Therese (* 1880), ⚭ mit František Bartoš
- Mathilde (1882–1959), ⚭ mit Eduard Ganss
- Wilhelmine (1884–1967), ⚭ mit Karl Hermann Otto Springer
- Maria Margarethe Babette (1885–1971), ⚭ mit Josef Max Mühlig (1874–1954), Glasindustrieller
- Margarethe Kunigunde (1890–1986), ⚭ mit Anton Georg Max Mühlig (1876–1951), Glasindustrieller.

Der Generalleutnant der Waffen-SS Fritz von Scholz (1896–1944) war sein Enkel.